# Diament Portera

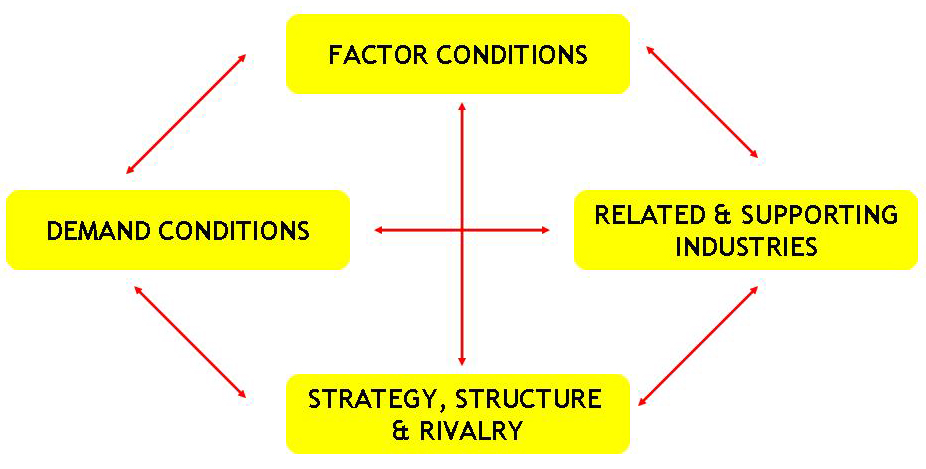
Diament Portera

Diament Portera – metoda służąca do badania konkurencyjności lokalizacji oraz wpływu makrootoczenia na konkurencyjność organizacji.

## Opis
Metoda została opracowana przez amerykańskiego ekonomistę Michaela E. Portera i przedstawiona w książce The Competitive Advantage of Nations w 1990. 
Model diamentu składa się z czterech powiązanych ze sobą elementów:
- czynników produkcji (ang. factor conditions),
- strategii, struktury i rywalizacji firm (ang. strategy, structure and rivalry),
- warunków popytu (ang. demand conditions),
- sektorów pokrewnych i wspomagających (ang. related and supporting industries)